# Symphonie bizarre
 (avril 2020).
Pour les articles homonymes, voir Symphonie (homonymie).
Pour plus de détails, voir Fiche technique et Distribution.
La symphonie bizarre est un film muet français réalisé par Segundo de Chomón et sorti en 1909.

## Fiche technique
- Titre : Symphonie bizarre
- Réalisateur : Segundo de Chomón
- Société de Production :  Pathé Frères
- Couleur: Pathécolor
- Durée : 135 m
- Pays d'origine :  France